# Okaya
Okaya (japanisch 岡谷市, -shi) ist eine Stadt im Zentrum der Präfektur Nagano auf der japanischen Hauptinsel Honshū.

## Geographie
Okaya liegt nordwestlich von Kōfu und südlich von Matsumoto am Suwa-See zentral in der Präfektur Nagano und gilt als industriell geprägte Stadt.

## Geschichte
Okaya wurde am 1. April 1936 gegründet.

## Sehenswürdigkeiten
- Suwa-See
- Seidenmuseum Okaya: Noch heute erinnert das 1964 eröffnete Museum an die Zeit, in der Okaya ein Zentrum der Seidenindustrie in Japan war. Das Museum selbst beherbergt neben Bildern und alten Maschinen der Seidenmanufaktur eine laufende Seidenproduktion der Firma Miyasaka Seishisho im Hauptgebäude des Museums. Nach einem Umzug des Museums, wurde es im August 2014 im Zentrum der Stadt, unweit des Bahnhofs Okaya, neu eröffnet.[1][2]

## Verkehr
Okaya ist über die Chūō-Autobahn und die Nagano-Autobahn erreichbar, ebenso über die Nationalstraße 20 von Tokio nach Shiojiri sowie die Nationalstraße 142. Der Bahnhof Okaya liegt an der von JR East betriebenen Chūō-Hauptlinie.

## Söhne und Töchter der Stadt
- Yawata Ichirō (1902–1987), Archäologe
- Uruma Tomeju (1902–1999), Eisschnellläufer
- Fumie Hama (* 1939), Eisschnellläufer
- Toshiaki Imamura (* 1962), Eisschnellläufer
- Naoki Tsukahara (* 1985), Sprinter

## Städtepartnerschaften
- Mount Pleasant (Michigan), seit 1965

## Weblinks

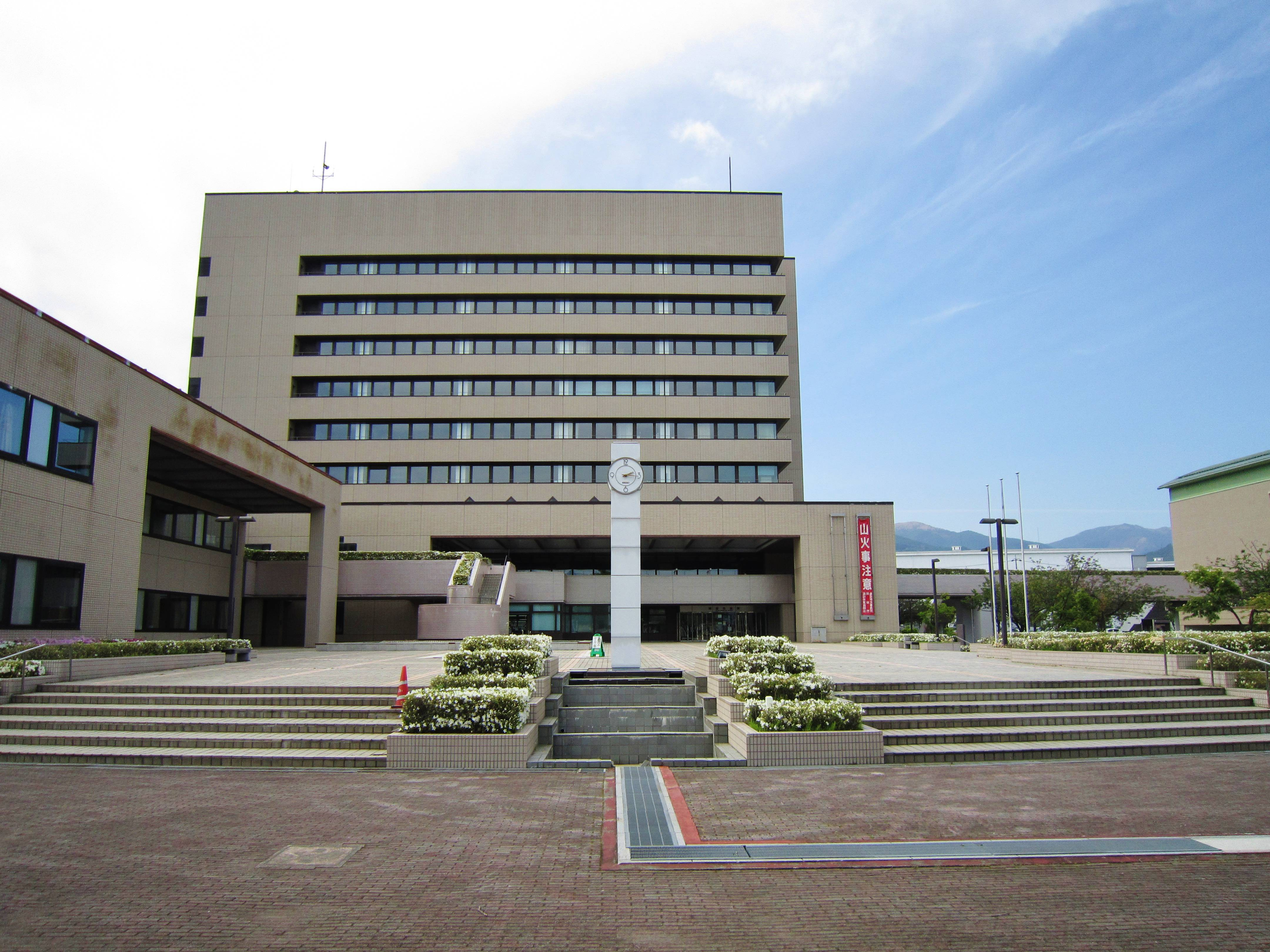
Rathaus

## Angrenzende Städte und Gemeinden
- Matsumoto
- Suwa
- Shiojiri
- Shimosuwa
- Tatsuno